# Downsimys
Downsimys margolesi
Genre
Espèce
Downsimys margolesi, seul représentant du genre Downsimys, est une espèce éteinte de rongeurs. Son placement taxonomique est incertain mais il pourrait se rapprocher des Chapattimyidae ou des Cylindrodontidae.
Connu uniquement au Pakistan, il a vécu au cours de l'Oligocène inférieur (Rupélien), il y a environ entre 34 et 28 Ma (millions d'années).